# Dalmiro Catalán
Dalmiro Catalán Águila (Castro, 1902-Puerto Montt, 1971) fue un agricultor y político liberal chileno. Hijo de Dalmiro Catalán Vásquez y María Isabel Águila Adriasola. Contrajo matrimonio con Ester Barrientos.
Estudió en el Liceo de Puerto Montt y se dedicó luego a la agricultura. Estuvo a cargo de un fundo en Cochamó y luego compró un terreno en Maullín donde instaló una hacienda.
Miembro del Partido Conservador. Fue alcalde de la Municipalidad de Puerto Montt (1947-1950). Debió sobrellevar algunas huelgas de los trabajadores pesqueros por el alza de impuestos.